# Euro Hockey Tour 2006/2007
Euro Hockey Tour 2006/2007 je 11. ročník hokejových turnajů Euro Hockey Tour.

## Česká pojišťovna Cup
Hokejový turnaj byl odehrán od 31.8.2006 - do 3.9.2006 v Liberci. Utkání Švédsko - Rusko bylo odehráno v Linkopingu.
- Vítěz Ruská hokejová reprezentace.

| Tým 1   | Výsledek               | Tým 2   |
| ------- | ---------------------- | ------- |
| Švédsko | 2:3 (2:1, 1:0, 0:1)    | Finsko  |
| Česko   | 3:4 (0:1, 1:2, 2:1)    | Rusko   |
| Finsko  | 3:4 (1:0, 2:2, 0:2)    | Rusko   |
| Česko   | 2:4 (0:0, 1:2, 1:2)    | Švédsko |
| Rusko   | 4:3 SN (2:2, 1:0, 0:1) | Švédsko |
| Česko   | 2:1 SN (0:0, 0:0, 1:1) | Finsko  |

## Karjala cup
Hokejový turnaj byl odehrán od 9.11.2006 - do 12.11.2006 v Helsinkách. Utkání Česko - Švédsko bylo odehráno v Praze.
- Vítěz Ruská hokejová reprezentace.

| Tým 1  | Výsledek                 | Tým 2   |
| ------ | ------------------------ | ------- |
| Česko  | 5:4 (0:0,2:2,3:2)        | Švédsko |
| Finsko | 2:3 (0:2,2:0,0:1)        | Rusko   |
| Rusko  | 5:4 (0:1,1:1,4:2)        | Švédsko |
| Česko  | 1:2 (0:0,0:1,1:1)        | Finsko  |
| Česko  | 2:3 SN (1:0,0:0,1:2-0:0) | Rusko   |
| Finsko | 0:1 (0:0,0:1,0:0)        | Švédsko |

## Channel One Cup
Hokejový turnaj byl odehrán od 14.12.2006 - do 17.12.2006 v Moskvě. Utkání Finsko - Česko bylo odehráno v Helsinkách.
- Vítěz Ruská hokejová reprezentace.

| Tým 1   | Výsledek                 | Tým 2   |
| ------- | ------------------------ | ------- |
| Finsko  | 3:2 (1:0,2:2,0:0)        | Česko   |
| Rusko   | 0:1 SN (0:0,0:0,0:0,0:0) | Švédsko |
| Rusko   | 3:0 (0:0,1:0,2:0)        | Finsko  |
| Švédsko | 7:5 (3:1,2:3,2:1)        | Česko   |
| Rusko   | 4:1 (0:0,2:0,2:1)        | Česko   |
| Finsko  | 2:1 (1:0,1:1,0:0)        | Švédsko |

## LG Hockey Games
Hokejový turnaj byl odehrán od 8.2.2007 - do 11.2.2007 v Stockholmu. Utkání Rusko - Finsko bylo odehráno v Mytišči.
- Vítěz Švédská hokejová reprezentace.

| Tým 1   | Výsledek                 | Tým 2  |
| ------- | ------------------------ | ------ |
| Švédsko | 6:1 (2:0,2:1,2:0)        | Česko  |
| Rusko   | 4:3 PP (0:1,0:2,3:0-1:0) | Finsko |
| Česko   | 5:0 (2:0,1:0,2:0)        | Finsko |
| Švédsko | 6:2 (2:0,1:2,3:0)        | Rusko  |
| Rusko   | 3:2 PP (0:0,1:2,1:0-0:0) | Česko  |
| Švédsko | 1:0 (0:0,1:0,0:0)        | Finsko |

## Celková tabulka EHT 2006/2007
| Poř. | Tým     | Z  | V | VP | PP | P | VG | OG | B  |
| ---- | ------- | -- | - | -- | -- | - | -- | -- | -- |
| 1.   | Rusko   | 12 | 6 | 1  | 5  | 0 | 39 | 30 | 27 |
| 2.   | Švédsko | 12 | 6 | 4  | 2  | 0 | 40 | 29 | 21 |
| 3.   | Finsko  | 12 | 4 | 6  | 2  | 0 | 19 | 29 | 14 |
| 4.   | Česko   | 12 | 2 | 7  | 3  | 0 | 31 | 41 | 10 |

## Vysvětlivky k tabulkám a zápasům
- Z – počet odehraných zápasů
- V – počet vítězství
- VP – počet výher po prodloužení (nebo po samostatných nájezdech)
- PP – počet proher po prodloužení (nebo po samostatných nájezdech)
- P – počet proher
- VG – počet vstřelených gólů
- OG – počet obdržených gólů
- B – počet bodů

## Play-off o umístění
Zápasy o umístění se hrály ve dnech 19. a 21. dubna 2007. Hrálo se dvoukolově systémem doma-venku.
O 1. místo
| Tým 1   | Výsledek            | Tým 2   |
| ------- | ------------------- | ------- |
| Švédsko | 3:2 (0:0, 1:1, 2:1) | Rusko   |
| Rusko   | 2:4 (0:1, 1:1, 1:2) | Švédsko |

O 3. místo
| Tým 1  | Výsledek                          | Tým 2  |
| ------ | --------------------------------- | ------ |
| Finsko | 1:0 (1:0, 0:0, 0:0)               | Česko  |
| Česko  | 1:0 (0:0, 1:0, 0:0) tie-break 1:0 | Finsko |

Poznámka:
Tie-break se hrál na 20 minut. Pokud se nerozhodlo následovaly samostatné nájezdy. V Praze se ale soupeři dohodli, že
se bude hrát pouze na 5 minut aby Finům neuletělo letadlo.